# Chapelle de Botlézan
La chapelle de Botlézan est un lieu de culte catholique situé sur la commune de Bégard, dans le département français des Côtes-d'Armor.

## Présentation
La construction de la chapelle a débuté au XVe siècle. De cette époque subsistent les deux premières travées sud de la nef ainsi que la chapelle sud. Le reste de l'édifice date des XVIIe et XVIIIe siècles.
L'édifice fait l'objet d'une inscription au titre des monuments historiques depuis le 19 février 1964 et d'un classement depuis le 5 octobre 1964.
Botlézan doit sa fondation à sainte Tunvel.

## Galerie

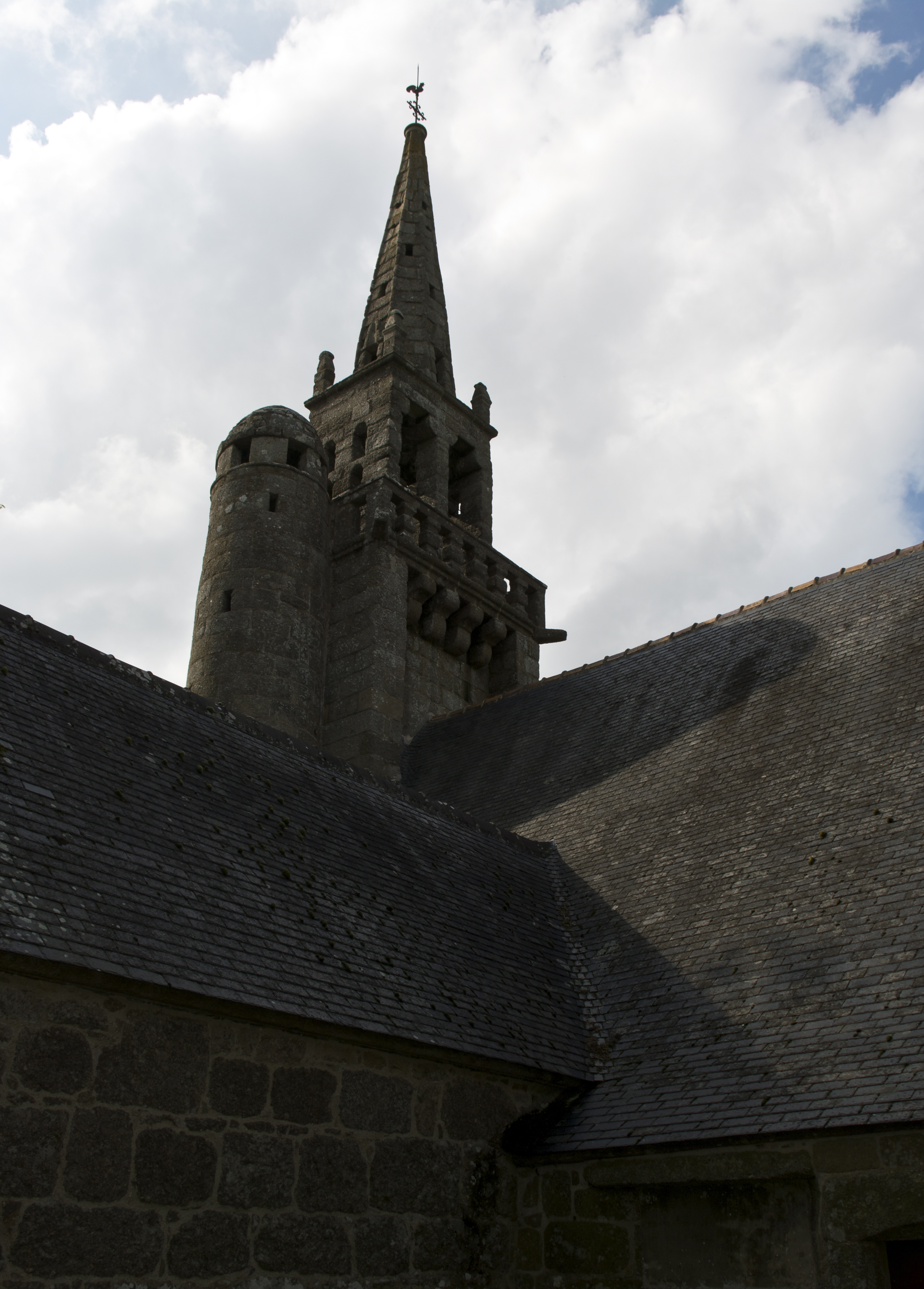
Le clocher
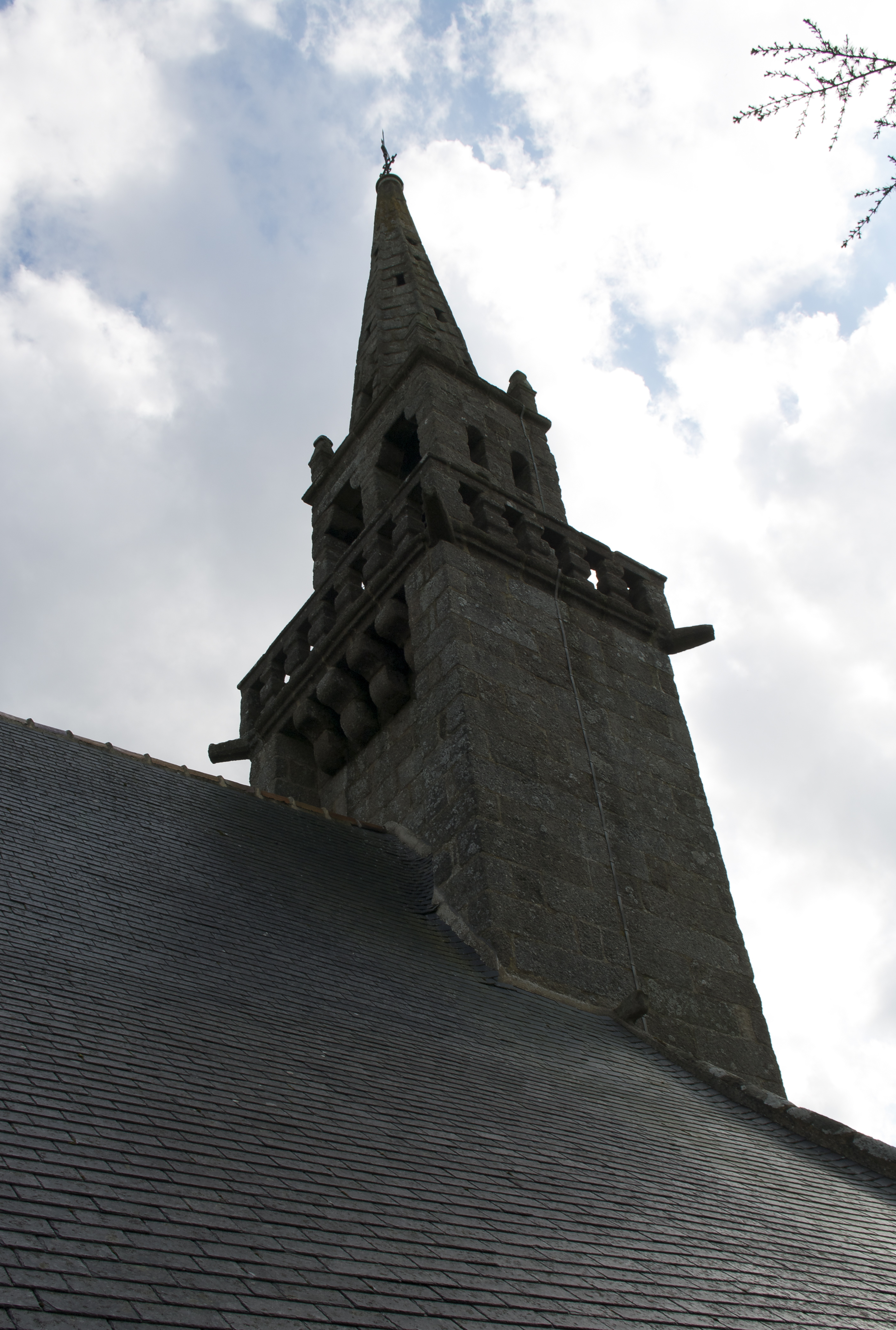
Le clocher